# Sengletus
Genre
Sengletus est un genre d'araignées aranéomorphes de la famille des Linyphiidae.

## Distribution
Les espèces de ce genre se rencontrent en Égypte, en Israël et en Iran.

## Liste des espèces
Selon World Spider Catalog (version 16.5, 28/11/2015) :
- Sengletus extricatus (O. Pickard-Cambridge, 1876)
- Sengletus latus Tanasevitch, 2009

## Étymologie
Ce genre est nommé en l'honneur d'Antoine Senglet.

## Publication originale
- Tanasevitch, 2008 : On linyphiid spiders (Araneae) collected by A. Senglet in Iran in 1973-1975. Revue suisse de Zoologie, vol. 115, p. 471-490 (texte intégral).